# Nahuatl
Nahuatl (nāhuatl ['naː.wat͡ɬ],) er et indiansk sprog der tales i Mexico og tilhører den uto-aztekiske sprogfamilie. Som ses på kortet, tales sproget en del forskellige steder i den sydlige del af landet og der er også en del dialektal variation. Således kaldes selve sproget også ved en række forskellige navne afhængig af dialekt, bl.a. nahuatlahtolli, mexìcatlàtōlli, mexicano, mexicanero, mace:huatlahtolli mfl. Der findes ingen præcise tal der indikerer antallet af talere fordelt på de enkelte dialekter (bl.a. fordi der ikke er enighed om dialekt-grænserne) men den seneste folketælling fra INEGI (Instituto Nacional de Estadística y Geografía) angiver at der findes ca. 1,4 mio. nahuatl-talere, men tallet skelner ikke mellem første- og andetsprogstalere. 

## Sproghistorie
De uto-aztekiske sprog taltes ved Mexicos erobring i hele området mellem det moderne sydlige USA i nord og det sydlige Mellemamerika i syd, men sprogforskere mener at talere af disse sprog stammer fra det førstnævnte område hvorfra de har spredt sig sydpå. Særlig berømt blandt disse sprog er netop nahuatl, eller aztekisk som det også kaldes, der er en tidlig dialekt der dels taltes i og omkring Mexico by, og dels tjente som lingua franca i det aztekiske imperium hvilket var årsagen til sprogets vide udbredelse ved erobringstidspunktet i 1521.

## Etymologi
I næsten alle verdens sprog findes der ord som stammer fra Nahuatl. Dette skyldes især at en lang række planter og dyr som oprindeligt stammer fra Mexico, i dag kendes i det meste af verden. Eksempler på sådanne låneord omfatter:
| Dansk                                                  | Nahuatl       |
| ------------------------------------------------------ | ------------- |
| coyote                                                 | coyōtl        |
| ozelot (kattefamilien)                                 | ocēlōtl       |
| avocado                                                | āhuacatl      |
| kakao (traditionelt som en usødet drik af kakaobønnen) | cacahuatl     |
| chokolade                                              | chocolātl     |
| chipotle                                               | chīlpoctli    |
| tomat                                                  | tomatl        |
| chili                                                  | chīlli        |
| guacamole                                              | āhuacamōlli   |
| mole (sauce med bl.a. chili og kakao)                  | mōlli         |
| tamale (kogt majsdej med sovs og kød)                  | tamalli       |
| Mexico                                                 | Mexìco        |
| Guatemala                                              | Cuauhtemallān |

### Ordbøger
Molina, Fray Alonso de
1571. Vocabulario en lengua castellana y mexicana y mexicana y castellana. Mexico: Antonio de Espinoza.
- Florentine Codex Vocabulary 1997, R. Joe Campbell: Nahuatl→English Arkiveret 28. april 2006 hos  Wayback Machine, English→Nahuatl Arkiveret 25. august 2006 hos  Wayback Machine
- acoyauh.com: Nahuatl-English Basic Dictionary
- Polish-nahuatl Dictionary Arkiveret 16. juli 2004 hos  Wayback Machine
- French-nahuatl http://sites.estvideo.net/malinal/nahuatl.page.html

### Grammatikker
Nahuatl er et polysyntetisk sprog (ligesom grønlandsk) og agglutinerende sprog.
Carochi, Horacio
1645. Arte de la lengua mexicana con la declaración de los adverbios della. Mexico.
- acoyauh.com: Aztec Language: Nahuatl. Basic Grammar
- http://weber.ucsd.edu/~dkjordan/nahuatl/nahuatllessons/INL-00.html Arkiveret 17. april 2004 hos  Wayback Machine
- http://www.public.iastate.edu/~rjsalvad/scmfaq/nahuatl.html Arkiveret 1. september 2006 hos  Wayback Machine
- [Polish] Basic Grammar Arkiveret 12. juni 2008 hos  Wayback Machine